# Jørn Sloth
Jørn Østergaard Sloth (* 5. September 1944 in Sjørring, Thisted Kommune) ist ein dänischer Schachspieler und der 8. Fernschachweltmeister.
Sloth, von Beruf Lehrer in den Fächern Mathematik und Russisch am Gymnasium Ringkøbing, hat neben seinen Fernschacherfolgen auch eine Reihe ausgezeichneter Nahschachergebnisse erzielt.

## Nahschach
1962 wurde er im Nahschach dänischer Jugendmeister. 1964 belegte er einen geteilten ersten Platz bei der Europameisterschaft der Junioren in Groningen. Im gleichen Jahr gewann er die Meisterschaft von Aarhus, 1967 wurde er Meister von Kopenhagen. 1965 erzielte er bei der Studentenolympiade ein Ergebnis von 10,5 aus 12; insgesamt vertrat er viermal Dänemark bei diesem Wettbewerb. 1972 war er Mitglied (3. Brett) der dänischen Nationalmannschaft bei der Schacholympiade in Skopje. 1975 wurde er dänischer Vize-Meister. Er trägt den FIDE-Meister-Titel. Vereinsschach spielt Sloth beim Nordre SK, mit dem er unter anderem 1964 dänischer Mannschaftsmeister wurde und zweimal am European Club Cup teilnahm.

## Fernschach
Im Fernschach, das er seit 1959 betreibt, war er noch weit erfolgreicher: 1963/65 beendete er das Ostsee-Mannschaftsturnier ohne Niederlage mit 5 aus 8 Punkten. 1973 gewann er die 8. Europameisterschaft, 1978 verlieh ihm die ICCF den Fernschach-Großmeistertitel. Er siegte in der von 1975 bis 1980 ausgetragenen 8. Fernschachweltmeisterschaft und wurde der bislang jüngste Fernschachweltmeister. 1992 belegte er Platz 3 im Axelsson-Gedenkturnier, an dem nur Großmeister teilnahmen.
Seine Fernschach Elo-Zahl beträgt derzeit 2568 (Stand Dezember 2005).

## Privat
Sloth ist verheiratet und hat drei Kinder.